# マティルド・ド・フリーズ
マティルド・ド・フリーズ（Mathilde de Frise, 1024年頃 - 1044年）は、フランス王アンリ1世の王妃。父はブルノン家のフリースラント辺境伯リウドルフである。母はゲルトルートというが、出自について明確なことはわかっていない。ドイツ名はマティルデ・フォン・フリースラント（Mathilde von Friesland）である。

## 生涯
もともとアンリ1世は神聖ローマ皇帝コンラート2世と皇后ギーゼラ・フォン・シュヴァーベンの娘マティルデ・フォン・フランケン (de) と婚約していたが、彼女が1034年に死去したため結婚に至らなかった。そこで、ギーゼラと先夫（ブラウンシュヴァイク伯ブルン1世）の息子リウドルフの娘である、元の婚約者の同名の姪と、その年のうちに結婚した。
マティルドは1044年に死去し、嗣子を残さなかった。アンリ1世はそのため、キエフ大公の娘アンナを新たな王妃に迎えた。